# Peleas de Abajo
Peleas de Abajo es un municipio y una población española de la provincia de Zamora, en la comunidad de Castilla y León.

## Geografía
El municipio está integrado en la comarca de Tierra del Vino y se sitúa a 17 kilómetros de la capital zamorana. El relieve es prácticamente llano, de forma que la altitud oscila entre los 790 m al sur y los 700 m a orillas de un arroyo al norte. El pueblo se alza a 727 m sobre el nivel del mar. 
| Noroeste: Cazurra           | Norte: Cazurra                                   | Nordeste: Casaseca de las Chanas            |
| Oeste: Casaseca de Campeán  |                                                  | Este: Jambrina                              |
| Suroeste: Corrales del Vino | Sur: Corrales del Vino y Santa Clara de Avedillo | Sureste: Jambrina y Santa Clara de Avedillo |

## Toponimia
Llamarse Peleas es cuanto menos curioso, pero el nombre del pueblo, tanto el de Abajo como el de Arriba, tiene su explicación, y la toponimia ha sido bien estudiada por distintos autores, que han dado su parecer sobre el asunto. Parece claro que la zona fue un lugar de fricción durante varios siglos entre moros y cristianos, separados por el arroyo de Valparaíso lo que justificaría el nombre, que también encuentra acepciones similares en otros puntos del país con palabras de origen visigodo y que harían referencia a una prominencia del terreno. Peleas de Abajo está más al norte que Peleas de Arriba, pero el apellido no está equivocado, ya que está en la parte baja del curso del arroyo de Valparaíso, que nace precisamente en el pueblo vecino.
La leyenda popular, sin embargo, parece referir su nombre a que la zona, frondosa en arbolado, era refugio de bandoleros que asaltaban a los viajeros que recorrían la Vía de la Plata. Su nombre "de Abajo" (Peleas "de Yuso") sirve para diferenciarlo del pueblo de Peleas de Arriba (o "de Suso").

## Gentilicio
El gentilicio de esta localidad es peleíno.

## Geografía

### Localización

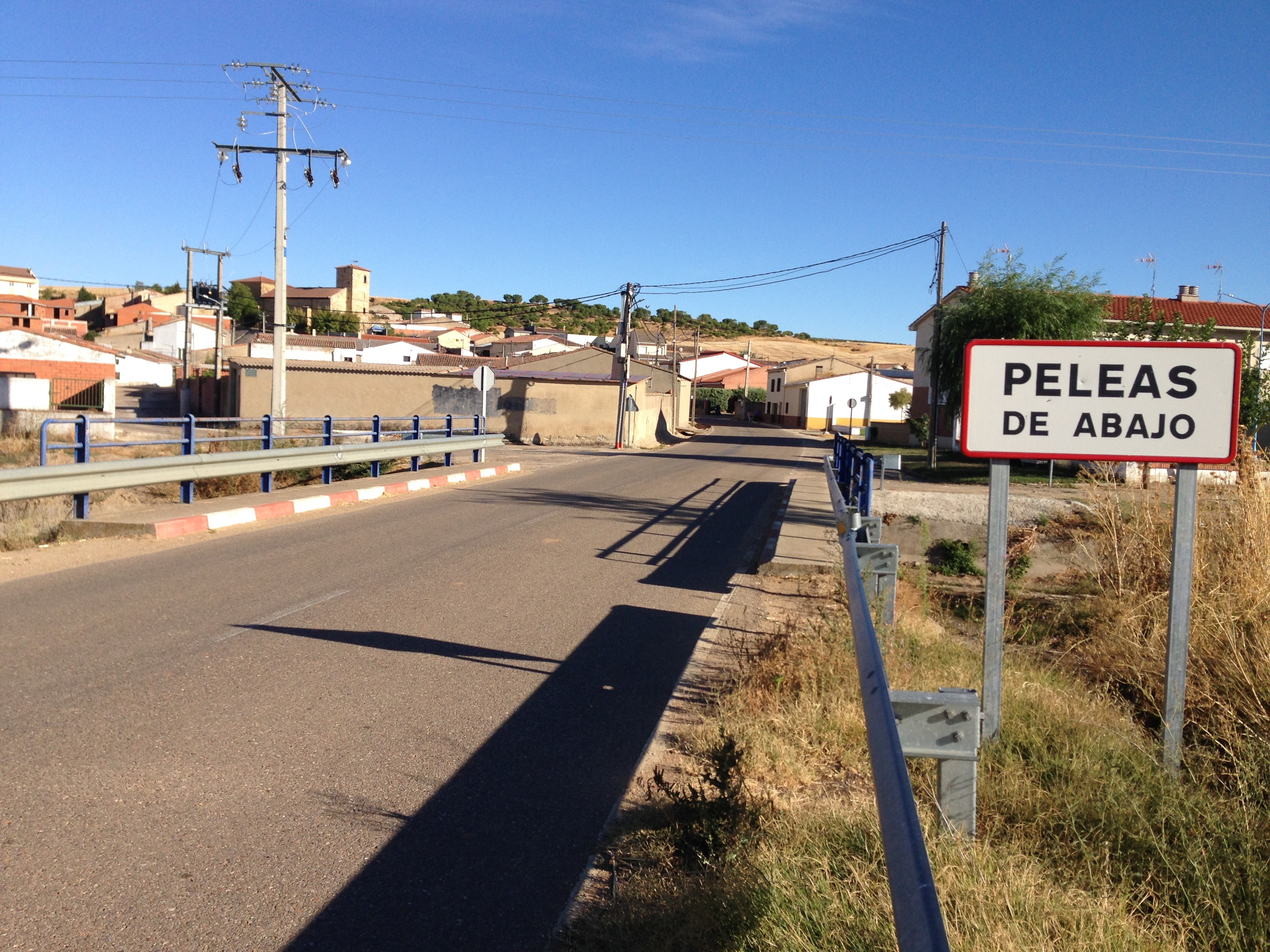
Entrada al pueblo por el oeste.

Su término municipal alcanza una superficie aproximada de 1223 hectáreas situados en el centro de la comarca de la Tierra del Vino, a 18 km de Zamora, la capital provincial. Limita al norte con Morales del Vino, Cazurra y Casaseca de las Chanas, al este con Jambrina, al sur con Santa Clara de Avedillo y al oeste con Corrales del Vino y Casaseca de Campeán. El pueblo se asienta sobre una ladera que mira al valle, en cuya cuesta se han ubicado sus afamadas bodegas.
| Noroeste: Morales del Vino | Norte: Cazurra-Casaseca de las Chanas | Noreste: Jambrina                |
| Oeste: Casaseca de Campeán |                                       | Este: Jambrina                   |
| Suroeste Corrales del Vino | Sur: Corrales del Vino                | Sureste: Santa Clara de Avedillo |

### Hidrografía

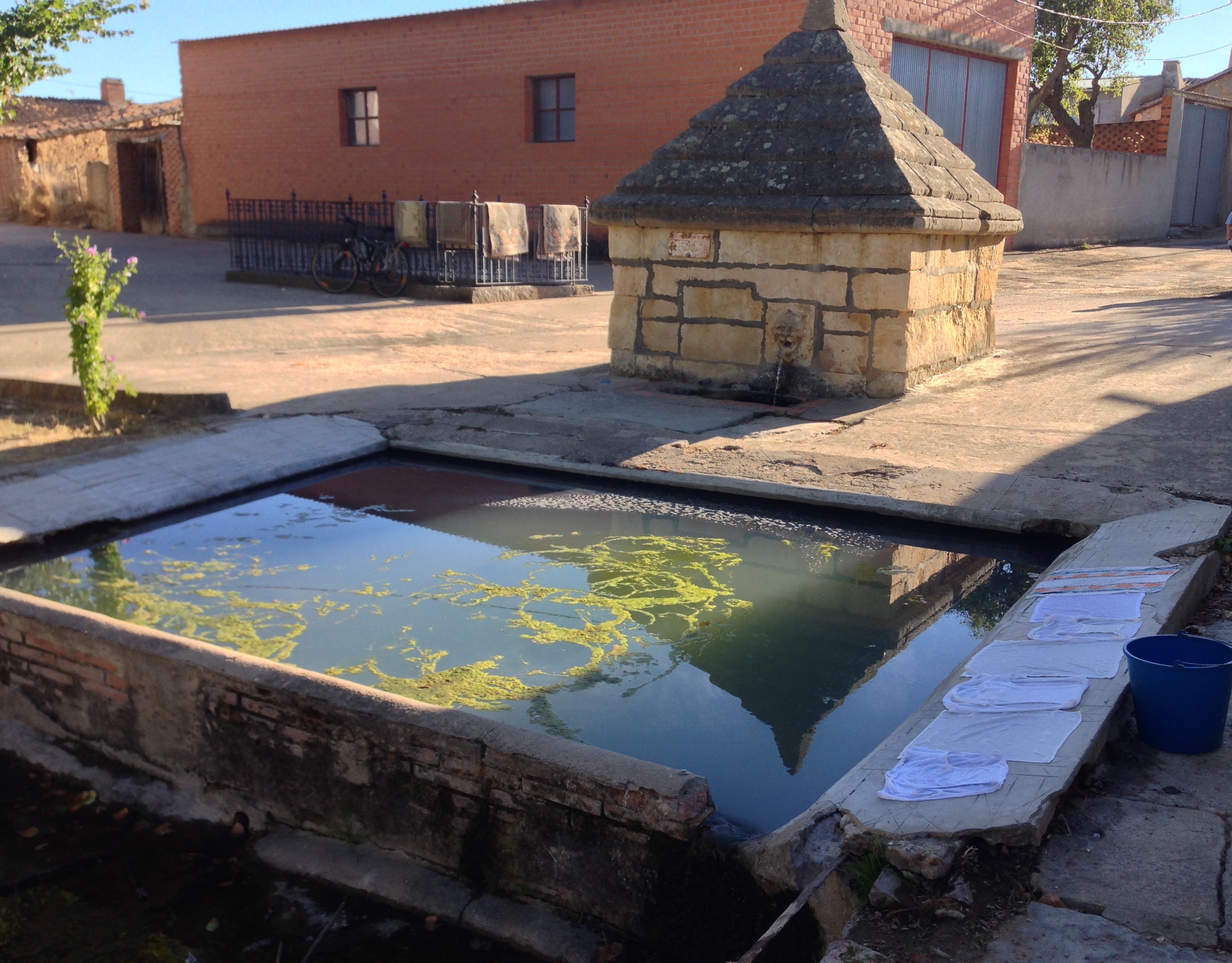
Fuente y lavaderos de Peleas de Abajo

Su término está surcado por los arroyos Vallcuebo, Valparaíso y Jambrina con dirección norte.

## Historia
Durante la Edad Media la localidad de Peleas de Abajo quedó integrada en el Reino de León, siendo repoblada por sus monarcas, que la hicieron depender de la Orden de San Juan de Jerusalén, bajo cuyo control permaneció hasta el siglo XIX.
Posteriormente, en la Edad Moderna, Peleas formó parte del Partido del Vino de la provincia de Zamora, tal y como reflejaba en 1773 Tomás López en Mapa de la Provincia de Zamora.
Así, al reestructurarse las provincias y crearse las actuales en 1833, la localidad se mantuvo en la provincia zamorana, dentro de la Región Leonesa, integrándose en 1834 en el Partido Judicial de Zamora.

## Demografía
Cuenta con una población de 255 habitantes (INE 2024).
| Gráfica de evolución demográfica de Peleas de Abajo entre 1842 y 2021                                               |
| |
| Población de derecho según los censos de población del INE Población de hecho según los censos de población del INE |

### Comunicaciones
Atraviesan el municipio la carretera nacional N-630 que une Gijón con Sevilla y la autovía Ruta de la Plata, de igual recorrido que la anterior, en su pk 291. Existe además una carretera local que conecta con Jambrina.
En cuanto al transporte público se refiere, tras el cierre del Ferrocarril Ruta de la Plata, que pasaba por el cercano municipio de El Cubo de Tierra del Vino y tenía parada en el mismo, no existen servicios de tren en el municipio ni en los vecinos, ni tampoco línea regular con servicio de autobús, siendo las estaciones más cercanas las de Zamora capital. Por otro lado el aeropuerto de Salamanca es el más cercano, estando a unos 76 km de distancia.

### Economía
Sus habitantes viven de la agricultura y la ganadería, con cultivos de remolacha, maíz, girasol, o viñedo —ya escaso— como en tantos otros puntos de Tierra del Vino.

## Símbolos
El escudo y la bandera municipal fueron aprobados por el pleno del ayuntamiento de Peleas de Abajo en su sesión del 3 de julio de 2002. El escudo heráldico del municipio se representa conforme a la siguiente descripción textual o blasón:

Escudo Heráldico: Escudo partido y entado en punta. 1.º de fules, cruz de San Juan de Jerusalén de gules. 2.º de plata, parra de sinople, frutada de gules. En punta ondas de azur y plata. Al timbre corona real cerrada.
Boletín Oficial de Castilla y León nº 231 de 30 de noviembre de 2004

La descripción textual de la bandera es la que sigue:

Bandera Municipal: Bandera rectangular de proporciones 2:3, formada por un triángulo rojo, que tiene sus vértices en los extremos del asta y en el punto medio del batiente, con cruz de San Juan Blanca, siendo el triángulo superior amarillo y el inferior azul.
Boletín Oficial de Castilla y León nº 231 de 30 de noviembre de 2004

No obstante, la descripción del escudo aprobada por el Ayuntamiento de Peleas de Abajo y posteriormente publicada en el Boletín Oficial de Castilla y León, no coincide con la apariencia y forma del escudo final. De ser este el que se pretendía adoptar, la descripción correcta debería ser: "Escudo Heráldico: Escudo partido y entado en punta. 1.º de gules, cruz de San Juan de Jerusalén de plata. 2.º de oro, parra de sinople, frutada de gules. En punta ondas de azur y plata. Al timbre corona real cerrada".

## Administración y política
| Periodo   | Nombre                   | Partido                                            |
| --------- | ------------------------ | -------------------------------------------------- |
| 1979-1983 | Josefa Rodríguez         | Partido Liberal                                    |
| 1983-1987 | Josefa Rodríguez         | Partido Liberal                                    |
| 1987-1991 | Josefa Rodríguez         | PP                                                 |
| 1991-1995 | Josefa Rodríguez         | PP                                                 |
| 1995-1999 | Josefa Rodríguez         | PP                                                 |
| 1999-2003 | Josefa Rodríguez         | PP                                                 |
| 2003-2007 | Marcelo Jurado Rodríguez | PP                                                 |
| 2007-2011 | Marcelo Jurado Rodríguez | PP                                                 |
| 2011-2015 | Félix Roncero            | El Pueblo para el Pueblo (Agrupación de Electores) |
| 2015-2019 | Félix Roncero            | El Pueblo para el Pueblo (Agrupación de Electores) |
| 2019-2023 | Félix Roncero            | El Pueblo para el Pueblo (Agrupación de Electores) |
| 2023-act. | Félix Roncero            | El Pueblo para el Pueblo (Agrupación de Electores) |

## Patrimonio

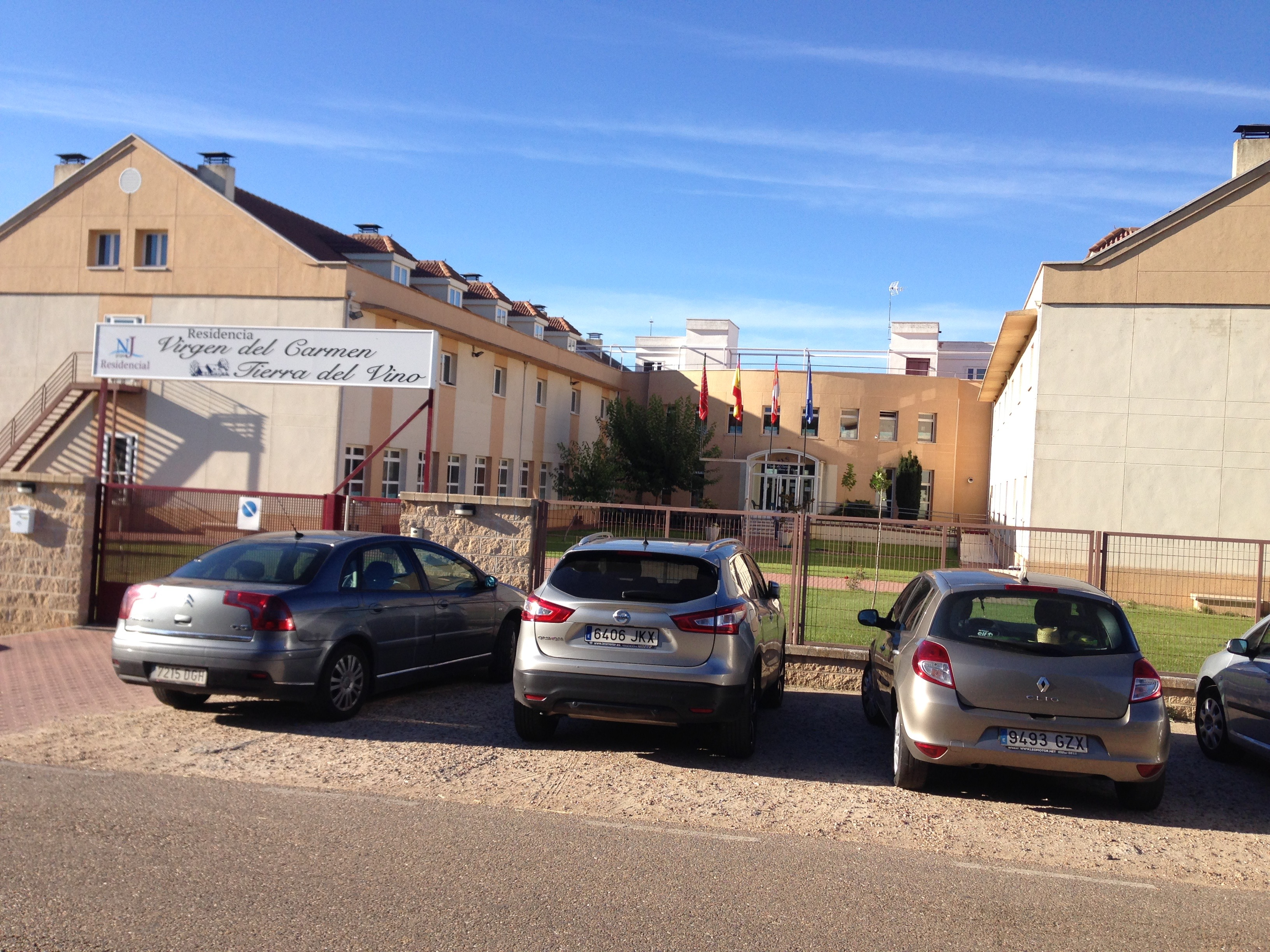
Residencia de la tercera edad "Virgen del Carmen" situada en lo alto de la localidad.

El principal punto de interés es la iglesia parroquial de Nuestra Señora de la Asunción que perteneció a la Orden de San Juan de Jerusalén. De origen románico, aunque rematada entre los siglos XVI y XVII, está realizada en piedra de sillería. Consta de dos naves separadas por arcos doblados puntiagudos, decorados con pinturas vegetales. En su interior, destaca su pila bautismal, y en su retablo cuenta con una hornacina en cuyo interior existe un crucifijo del siglo XVI. En la capilla mayor hay un retablo de la Virgen del Carmen, de estilo neoclásico. La torre original fue derribada y en su lugar se construyó una nueva forrada de piedra.

## Gastronomía
Como en toda la zona la dieta tradicional se fundamenta en platos como el cocido o las alubias con carne, además de productos hortofrutícolas y derivados de la tradicional matanza del cerdo que siguen realizando algunos vecinos.

## Fiestas
El pueblo vive su principal fiesta el 16 de julio en honor a la Virgen del Carmen, que da nombre a la residencia de ancianos con que cuenta la localidad. También se celebra el 15 de mayo la fiesta en honor de San Isidro Labrador.